# Molophilus (Molophilus) yoshimotoi
Molophilus (Molophilus) yoshimotoi is een tweevleugelige uit de familie steltmuggen (Limoniidae). De soort komt voor in het Australaziatisch gebied.